# Jason-Halbinsel
Die Jason-Halbinsel ist eine große Halbinsel an der Oskar-II.-Küste des Grahamlands auf der Antarktischen Halbinsel. Sie erhebt sich aus dem Larsen-Schelfeis und erstreckt sich über eine Länge von 67 km von einem schmalen Landstrich östlich des Medea Dome bis zum Kap Framnæs. Die Halbinsel beherbergt eine große Anzahl Nunatakker.
Entdeckt hat sie am 1. Dezember 1893 der norwegische Antarktisforscher Carl Anton Larsen, der sie nach seinem Schiff Jason benannte. Larsen war jedoch zu weit von der Küste entfernt, um das Gebiet eingehend zu kartieren. Dies holte Otto Nordenskjöld 1902 im Rahmen der Schwedischen Antarktisexpedition (1901–1903) vom Borchgrevink-Nunatak aus nach. Nordenskjöld hielt die Formation jedoch irrtümlich für eine Insel. Diesen Irrtum räumte der Falkland Islands Dependencies Survey im Jahr 1955 durch eine Vermessung des Gebiets aus.